# Vînohradne, Markivka
Vînohradne (în ucraineană Виноградне) este un sat în comuna Sîceanske din raionul Markivka, regiunea Luhansk, Ucraina.

## Demografie
Componența lingvistică a localității Vînohradne
     Ucraineană (88,24%)
     Rusă (11,76%)
Conform recensământului din 2001, majoritatea populației localității Vînohradne era vorbitoare de ucraineană (88,24%), existând în minoritate și vorbitori de rusă (11,76%).